# Lepthyphantes cruentatus
Lepthyphantes cruentatus là một loài nhện trong họ Linyphiidae.
Loài này thuộc chi Lepthyphantes. Lepthyphantes cruentatus được Andrei V. Tanasevitch miêu tả năm 1987.